# المنجي الخماسي
المنجي الخماسي (من مواليد الكاف في 23 أوت/ آب 1955)، سياسي تونسي، أمين عام حزب الخضر للتقدم. انتمى إلى الحزب الاجتماعي التحرري منذ سنة 1988 وفي أكتوبر 2004 كان أحد اثنين فازا نيابة عنه بعضوية مجلس النواب. دخل في خلاف مع رئيس الحزب منير الباجي مما أدى إلى تجميد عضويته في المكتب السياسي. استقال من الحزب في سبتمبر 2005 ليؤسس حزبا جديدا سمي حزب الخضر للتقدم. وقد حصل هذا الحزب على التأشيرة في 3 مارس 2006. وفي نفس الشهر تم توسيم السيد المنجي الخماسي من قبل الرئيس السابق زين العابدين بن علي بمناسبة الذكرى الخمسين للاستقلال. كما وسم يوم 7 نوفمبر 2009 بالصنف الأكبر لوسام السابع من نوفمبر.

## وصلات خارجية
صفحة عن منجي الخماسي في موقع حزب الخضر للتقدم